# Антураж (фильм)
«Антураж» (англ. Entourage) — американский комедийно-драматический фильм Дага Эллина, продолжение телесериала «Красавцы», транслировавшегося по каналу HBO. В фильме участвует тот же основной актёрский состав, что и в сериале — Кевин Коннолли, Эдриан Гренье, Кевин Диллон, Джерри Феррара и Джереми Пивен. Фильм был выпущен 3 июня 2015 года и получил в основном негативные отзывы, хотя собрал в кассовых сборах свыше 44 млн долл.

## Сюжет
Винсент «Винс» Чейз, который разошёлся с женой после девяти дней брака, хочет сделать что-то новое в своей актёрской карьере. Он звонит своему бывшему агенту, ныне главе студии, Ари Голду, который предлагает Винсу главную роль в его первом проекте. Винс говорит, что он будет играть в фильме, только если будет режиссёром. Восемь месяцев спустя фильм «Хайд», режиссёрский дебют Винса, находится в середине постпродакшна, затраты превышают бюджет на 15 миллионов долларов. Нуждаясь в ещё бо́льших деньгах, Винс спрашивает Ари, смогут ли они получить дополнительные 10 миллионов долларов, чтобы завершить фильм. Неохотно, но желая угодить ему, Ари летит в Техас, чтобы встретиться с софинансистами фильма: Ларсеном Маккредлом и его сыном Трэвисом, чтобы попытаться уговорить их дать деньги на проект.
Колеблясь, Ларсен отправляет Трэвиса с Ари обратно в Лос-Анджелес, чтобы увидеть отрезок фильма на закрытом показе Винса.
Винс задумывается по поводу чернового монтажа и отменяет показ из-за страха, что он никому не понравится. Позже он даёт Ари и Трэвису копию фильма для просмотра. Ари и Трэвис наслаждаются фильмом, но Трэвис просит, чтобы Ари вырезал сцены с братом Винса, Джонни «Драмы» Чейза, из фильма, или он не даст фильму дополнительные деньги. Не получив ответа от Ари, Трэвис откладывает постпродакшн. Винс и Эрик «Э» Мёрфи навещают Трэвиса, чтобы найти решение, но это приводит к тому, что Трэвис говорит, что ему и представление Винса не понравилось и что он хочет, чтобы весь фильм был переделан с новыми исполнителем главной роли и режиссёром. Кроме того, генеральный директор студии Джон Эллис удаляет Ари с производства.
Парни вскоре осознают, что Трэвис злится из-за фильма потому, что Винс проводит время с Эмили Ратаковски, в которую Трэвис страстно влюблён. Узнав об этом, Ари прерывает Эллиса на заседании с Ларсеном и Трэвисом этой информацией. Удивлённый, Ларсен говорит, что останется за фильмом, если Ари больше не будет работать на студию из-за того, что не почтил Трэвис перед ним. За это время парни были в больнице, так как экс-невеста «Э» Слоун готовится рожать. Слоун рожает девочку, Райан Мёрфи, и парни празднуют.
Ари приезжает в больницу и сообщает, что он подал в отставку, тем самым позволяя фильму Винса процветать. «Хайд» становится кассовым хитом, собрав более 450 млн долл. по всему миру. На церемонии вручения премии «Золотой глобус» Драма выигрывает премию за лучшую мужскую роль второго плана. Ошарашенный Драма идёт, чтобы получить награду, и замолкает на мгновение, прежде чем прокричать свою фирменную фразу из «Приключений викингов»: «ПОБЕДА!!!»
В сцене, следующей после первых титров, бывший ассистент Ари, Ллойд, выходит замуж и Ари провожает его к алтарю. Когда группа собирается вместе для фотографии, Билли Уолш предполагает, что они должны сделать фильм (или же телесериал) о жизни Винса и его банды.

## В ролях
- Кевин Коннолли — Эрик Мёрфи
- Эдриан Гренье — Винсент Чейз
- Кевин Диллон — Джонни «Драма» Чейз
- Джерри Феррара — Сэл «Черепаха» Асанте
- Джереми Пивен — Ари Голд
- Перри Ривз — Мелисса Голд[6]
- Рекс Ли — Ллойд Ли[7]
- Деби Мейзар — Шона Робертс[8]
- Констанс Зиммер — Дана Гордон[9]
- Билли Боб Торнтон — Ларсен Маккредл[7][10]
- Хэйли Джоэл Осмент — Трэвис Маккредл[7][11]
- Эммануэль Шрики — Слоун Макквевик[7]
- Скотт Мескади — Аллен, ассистент Ари[12]
- Риз Коиро — Билли Уолш[7]
- Нора Данн — доктор Маркус[13]
- Алан Дэйл — Джон Эллис[14]
- Мартин Ландау — Боб Райан[15]

### Камео
- Нина Агдал
- Джессика Альба
- Дэвид Аркетт
- Шейна Баслер
- Том Брэди[16]
- Уоррен Баффетт
- Гэри Бьюзи
- Эндрю Дайс Клэй
- Линда Кон
- Тамека Коттл
- Common
- Марк Кьюбан
- Бэрон Дэвис
- Джессамин Дьюк
- Джулиан Эдельман[16]
- Дэвид Фаустино
- Джон Фавро
- Келси Грэммер
- Джим Грей
- Джуди Грир
- Роб Гронковски[16]
- Арми Хаммер
- Кельвин Харрис[14]
- Тьерри Анри[17]
- Терренс Дж.
- Синтия Кирчнер[18]
- Мэтт Лауэр
- Грег Луганис
- Чад Лоу
- Клэй Мэттьюс III
- Мария Менунос
- Алисса Миллер
- Пирс Морган[19]
- Лиам Нисон[20] (озвучивает Владимир Антоник)
- Эд О’Нилл
- Эмили Ратаковски[13]
- Майк Ричардс
- Стиван Ридли[16]
- Ронда Роузи[21]
- Боб Сагет
- Сайгон
- Ричард Шифф
- Дэвид Спейд
- Джордж Такеи
- T.I.
- Стив Тиш
- Майк Тайсон
- Марк Уолберг[14]
- Фаррелл Уильямс
- Расселл Уилсон[22]

## Производство
В августе 2010 года, когда было объявлено, что восьмой сезон «Красавцев» станет последним, создатель сериала Даг Эллин выразил заинтересованность в написании сценария к фильму после окончания сериала.
В сентябре 2011 года Эдриан Гренье подтвердил, что будет фильм, и что сначала надо написать сценарий. Исполнительный продюсер сериала Марк Уолберг также подтвердил, что фильм находится в разработке и сказал: «Я сделаю всё, чтобы этот фильм появился». В июне 2012 года Уолберг сказал, что состав будет «путешествовать заграницей» во время производства фильма, и возможно, что действие будет происходить в Европе.
В сентябре 2012 года было подтверждено, что Эллин завершил сценарий, и что действие сюжета будет происходить через шесть месяцев, после окончания сериала. В январе 2013 года фильму официально дали зелёный свет и было подтверждено, что Эллин будет режиссёром фильма и что Warner Bros. будет дистрибьютером. Однако к сентябрю 2013 года, на фоне отсчётов, что были существенные задержки в производстве и контрактные вопросы по поводу актёрского состава, Эллин заявил, что фильм «с каждым днём становился всё менее и менее вероятным».
В октябре 2013 года состав достиг сделки, подтверждая, что фильм будет идти вперёд. Съёмочный период официально начался 19 февраля 2014 года в Лос-Анджелесе, с дополнительными съёмками в Майами. Съёмки были сорваны, когда Кевин Коннолли сломал ногу во время съёмок футбольной сцены с Расселлом Уилсоном, что вызвало ряд изменений в сценарии, чтобы совместить с этим.
В марте 2014 года было сообщено, что актрисы из кино для взрослых Лилли Бэнкс, Майя Дэвис, Спенсер Скотт и Анна Морна снялись в сценах для фильма. Несколько членов актёрского состава сняли сцену для фильма на красной ковровой дорожке на 71-й церемонии вручении «Золотого глобуса» 11 января 2015 года.

## Релиз
Фильм изначально должен был выйти не 12 июня 2015 года, а 24 октября 2014 года, но Warner Bros. перенесла его на неделю к 5 июня 2015 года. В апреле 2015 года дата выхода была перенесена на два дня к 3 июня 2015 года.

## Реакция

### Кассовые сборы
По состоянию на 2 августа 2015 года, «Антураж» собрал $32,4 млн в Северной Америке и $12,2 млн на других территориях по всему миру на общую сумму $44,6 млн, против бюджета в $27,5 млн.
В Северной Америке фильм собрал $2 млн с ранних ночных показов во вторник и $5,4 млн в его день открытия (среда), включая предпросмотры вторника, будучи показанным на 3058 экранах. Фильм заработал $2 млн и $3,7 млн в четверг и пятницу, соответственно. За эти три дня первого уик-энда (пятница-воскресенье), кассовые сборы составили $10,4 млн. (за пять дней на общую сумму в $17,8 млн), заняв четвёртое место по кассовым сборам после «Шпиона» ($29,1 млн.), «Разлома Сан-Андреас» ($25,8 млн.) и «Астрала: Главы 3» ($22,7 млн.). При бюджете кинокартины в $27,5 млн, Warner Bros. и HBO надеялись как минимум на $20 млн в день открытия.
В Австралии фильм стартовал первым, заработав $2,6 млн.

### Отзывы и оценки
«Антураж» получил в основном негативные отзывы от критиков. На сайте Rotten Tomatoes фильм заработал 33 % рейтинга на основе 215 отзывов, со средним рейтингом 4,7 из 10. Консенсус сайта гласит: «„Антураж“ сохраняет многие элементы сериала HBO, но представляет собой «менее чем фильм», как чрезвычайно пустой, осыпанный камео, расширенный эпизод шоу». На Metacritic, который назначает нормированный рейтинг, фильм получил 38 баллов из 100, на основе 40 отзывов критиков, указывая «в целом неблагоприятные отзывы». В опросах на CinemaScore зрители дали «Антуражу» средние оценки «A-» по шкале от «A+» до «F».
IGN наградил «Антураж» 7.5 баллами из 10. Брайан Таллерико, написав для RogerEbert.com, дал фильму полторы звезды из четырёх, сказав, что «вместо бросания вызова его персонажам или давая им делать что-то новое, Эллин просто направляет их на круг победителя».